# Campoletis hongkongensis
Campoletis hongkongensis är en stekelart som beskrevs av Kusigemati 1990. Campoletis hongkongensis ingår i släktet Campoletis och familjen brokparasitsteklar. Inga underarter finns listade.